# Kumasi Asante Kotoko SC
El Kumasi Asante Kotoko Sporting Club, conegut com a Asante Kotoko, és un club de futbol de la ciutat de Kumasi, Ghana.

## Història

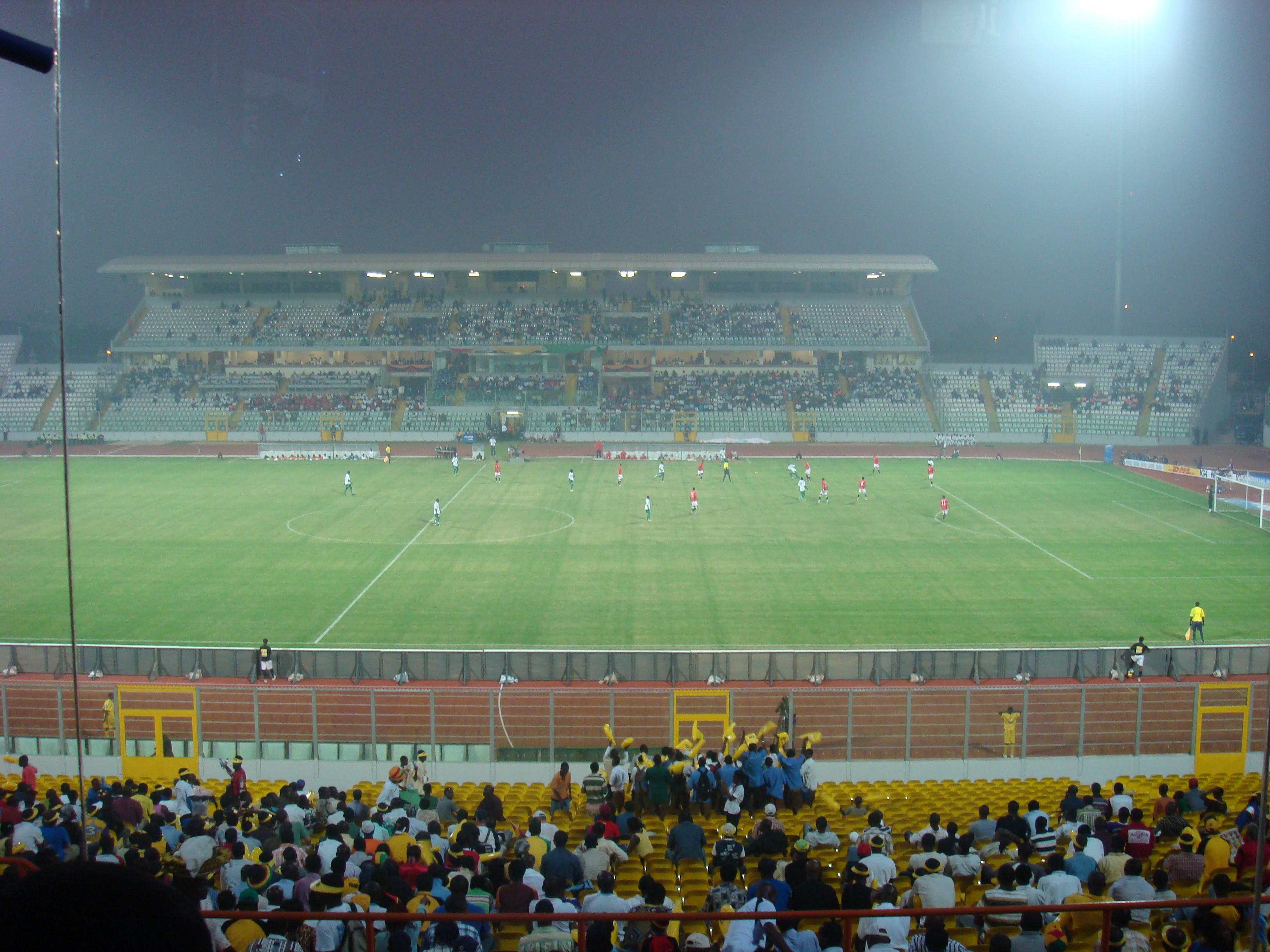
Baba Yara Stadium

El club es fundà el 1935 per Kwasi Kumah, de l'ètnia dels Aixanti.

## Palmarès
- Lliga de Campions de la CAF: 
  - 1970, 1983
- Lliga ghanesa de futbol: [4]
  - 1959, 1963–64, 1964–65, 1967, 1968, 1969, 1972, 1975, 1980, 1981, 1982, 1983, 1986, 1987, 1988–89, 1990–91, 1991–92, 1992–93, 2003, 2005, 2007–08, 2011–12, 2012–13, 2013–14
- Copa ghanesa de futbol: [5]
  - 1958, 1959, 1960, 1978, 1984, 1997–98, 2001, 2014, 2017
- Supercopa ghanesa de futbol: 
  - 2012, 2013, 2014
- Ghana SWAG Cup: 
  - 1981, 1988, 1989, 1990, 1991, 1992, 1993, 1998, 2001, 2003, 2005, 2008
- Ghana Telecom Gala: 
  - 1999/00, 2001, 2005
- Ghana Top Four Cup: 
  - 2003, 2007
- Ghana Annual Republic Day Cup: 
  - 2004, 2005, 2008